# 青森市立新城中央小学校
青森市立新城中央小学校（あおもりしりつ しんじょうちゅうおうしょうがっこう）は、青森県青森市新城にある公立小学校。地域住民や生徒からは「中央小（ちゅうおうしょう）」と呼ばれている。

## 概要
2008年現在、市内で青森市立大野小学校に次ぐマンモス校である。
新城小学校の児童数がとても多く、マンモス校で教室数が足りなくなっていたため、新たに新城小学校の学区で児童数が一番多い平岡団地の中に開校した。
もともと二宮金次郎像を持っていなかったが、2つの小学校が合併してできた経緯で像を2つ持っていた新城小学校から1つ譲ってもらった。

## 課外活動
吹奏楽部が強いことで知られている。そのほか、ミニバスケットボール部も存在する。
だが、サッカー部、女子バレー部はクラブ化して他校と合同で活動している。（2008年時点）
2024年現在、クラブ化している部活動はない

## 校章
八甲田山とりんごの木と実を重ねたもので、「小」の字をアレンジした校章を持つ他校と比べ、斬新なデザインとなっている。

## 沿革
- 1985年（昭和60年）
  - 4月1日 - 創立。新城小学校から、児童の一部を転籍。
  - 6月12日 - 校歌制定。
  - 12月17日 - 体育館竣工。
- 1986年（昭和61年）2月8日 - 開校記念式典挙行。
- 1988年（昭和63年）7月20日 - 水泳プール竣工。
- 1989年（平成元年）9月10日 - 創立5周年記念式典挙行。
- 1990年（平成2年）4月1日 - 特殊学級「あけぼの学級」開設。
- 1994年（平成6年）10月15日 - 創立10周年記念式典挙行。
- 2009年（平成21年）4月1日 - 孫内小学校･戸門小学校･鶴ヶ坂小学校を統合したため、青森市の旧市域南西部の広範囲が学区となる[1]。

## 校舎・中庭など
- 鉄筋コンクリート3階建ての校舎である。1･2年が1階普通教室を、3･4年が2階の普通教室を、5･6年が3階の普通教室を使用している。かつて、クラス数が多く教室が不足していたため、図書室を半分に分けて新たな教室を作っている。暖房はヒーターである。
- 中庭や屋上が存在するが、通常は立ち入り禁止となっている。
- 校舎はユニークなデザインとなっており、黄色と青のラインが所々にはいっていたり、体育館の壁にはあたかも八甲田山をイメージしたかのような山型のマークが描かれている。
- 情緒障害特殊学級が2学級ある。
- グラウンドが3つあり、第1校庭は主に陸上トラックとして使われ、第2校庭は鉄棒の授業や遊びによく使われ、第3校庭はプールの跡地として、遊ぶためによく使われている

## 学区
- 新城（字山田、字福田、字平岡の一部） - 2009年3月31日まで。
- 2009年4月1日以降は、孫内・戸門・鶴ヶ坂の各小学校の学区も含まれる。なお、統合された3校の児童に対しては、スクールバスを運行する。

## 周辺
- 社会福祉法人しらかば福祉会しらかば保育園 - 進学前保育園のひとつ
- 新城川
- 青森市役所西部市民センター
- 青森県道247号鶴ケ坂千刈線
- JR奥羽本線津軽新城駅

## アクセス
- 青森市営バス・青森市市バス・弘南バスで、「西部市民センター前」停留所か「新城駅前」停留所下車後、徒歩。
- JR津軽新城駅から、徒歩約560m・約8分。

## 参考資料
- 『新青森市史 別編教育（別巻）年表・学校沿革』（青森市・2000年3月発行）216頁「（一）小学校 新城中央小学校」